# Aristolochia navicularis
Aristolochia navicularis là một loài thực vật có hoa trong họ Aristolochiaceae. Loài này được E.Nardi mô tả khoa học đầu tiên năm 1984.